# Адам Якубович из Котры
Адам Якубович из Которы (? — 1517) — писатель, секретарь канцелярии ВКЛ (1492-1511), Виленский каноник (1508-1516).

## Биография
Не дворянского происхождения (honorabilis), называл себя литвином, хорошо владел русской письменностью.
Его отец Якуб был писарем канцелярии ВКЛ, упоминается в 1449 — 1466 гг.
Начальное образование Адам получил в Виленской кафедральной школе.
Более десяти лет учился в Краковском университете (1478 — 1489) за счет князя Андрея Свирского.
В 1482 стал бакалавром, в 1488 — магистром. Зимой в 1488/1489 учебном году занимался изучением Горация.
После возвращения в Вильно работал в 1492 в канцелярии писарем (нотариусом).
В 1494 г. дважды принимал участие в посольствах в Москву по вопросу сохранения православной веры Елены Ивановны, будущей жены великого князя Александра Ягеллончика.
В 1496 г. участвовал в посольстве в Краков в деле имущественного обеспечения королевича Сигизмунда Казимировича.
В Пётркуве во время польско-литовской унии подготовил Акт унии 1499 (латинский вариант), в котором есть следующая приписка: «Писал Адам Якубович с Которы».
На книге из его частной библиотеки «Majus, De priscorum verborum proprietate» (Tarvisiae 1477) он оставил две записи: Certe sum Ade Lithuani" и «Книга Адамова Якубовича с Которы, с Литвы з волости Городенское, Зброшкова брата, ему ж накладался на науку до Кракова болей десяти лет, из детинства ест при школе виленской ласкаве ховался, небошчик князь Ендрий, негды каноник и кустош костела виленского святого Станислава» (князь Андрей Свирский).
За прилежную службу получил от великого князя имение Котра в Гродненском повете в пожизненное владение. В имении хозяйствовал его брат Зброшка Якубович.
С 1503 г. в костеле местечка Красное (Молодечненский район).
В 1505 г. великий князь Александр наделил Адама Якубовича должностью каноника Сандомирского (Польша). Однако Адам остался в ВКЛ, принимал участие в качестве секретаря в 1505 г. в работе комиссии по урегулированию литовско-лифляндской границы.
С 1506 — настоятель костела в Семелишках.
При Сигизмунде I Старом в 1508 г. назначен Виленским каноником. В 1510 г. упоминается как «venerabilis Adam Jakubowicz de Kotra, Vilnensis et Sandomir eccl. canonikus». С 1514 г. — Виленский официал. В Виленском капитуле последний раз последний раз явился 21.12.1516.